# Вёлер, Отто
Отто Вёлер (нем. Otto Wöhler; 12 июля 1894, Бургведель, Нижняя Саксония — 5 февраля 1987, Бургведель) — немецкий офицер, участник Первой и Второй мировых войн, генерал пехоты, кавалер Рыцарского креста с Дубовыми листьями, военный преступник.

## Биография
Родился 17 июля 1894 года в семье главы сельской общины Генриха Вёлера и воспитывался без матери, умершей в 1895 году.

### Начало военной карьеры
1 февраля 1913 года поступил фаненюнкером (кандидатом в офицеры) в 167-й (1-й Верхне-Эльзасский) пехотный полк.
20 мая 1914 года был произведён в лейтенанты.

### Первая мировая война
Командовал пехотным взводом, затем ротой. С ноября 1918 года исполнял обязанности заместителя командира полка. Неоднократно отличился в боях, был трижды ранен и награждён пятью орденами.

### Между мировыми войнами
После войны остался в армии, служил адъютантом командира 22-го полка рейхсвера в Касселе.
В 1926 году прошёл подготовку на курсах офицеров Генерального штаба.
С 1938 года — полковник, офицер Генерального штаба Академии Вермахта в Берлине.
В августе 1939 года был назначен начальником оперативного отдела штаба 14-й армии Вильгельма Листа.

### Вторая мировая война
С начала Второй мировой войны участвовал в Польской кампании.
С декабря 1939 года — начальник штаба 17-го армейского корпуса.
Участвовал во Французской кампании. С октября 1940 года — начальник штаба 11-й армии.
С 22 июня 1941 года участвовал в войне против СССР на территории  Украины и в Крыму.
С апреля 1942 года — начальник штаба группы армий «Центр».
С апреля 1943 года — командующий 1-м армейским корпусом на северном участке Восточного фронта. С июня — генерал пехоты.
В августе 1943 года назначен командующим 8-й армией, участвовавшей в боях на Украине.
В 1944 году участвовал в оборонительных боях на территории Украины, Молдавии, Румынии и Венгрии.
С декабря 1944 года назначен командующим группой армий «Юг».
7 апреля 1945 года, в связи с упразднением группы армий «Юг», был переведён в командный резерв и после капитуляции Германии взят в плен американскими войсками.

### После войны
На 12-м процессе Американского военного трибунала в Нюрнберге по делу о высшем командовании вермахта 28 октября 1948 года признан виновным в сотрудничестве с айнзацгруппой в бытность начальником штаба 11-й армии и приговорён к 8 годам тюремного заключения. После освобождения из тюрьмы в январе 1951 года проживал в родном городе.
Умер в Бургведеле 5 февраля 1987 года в возрасте 92 лет, завещав часть своего наследства социальному учреждению для оказания помощи нуждающимся. Похоронен рядом с могилой своего сына Герта — курсанта военно-морского училища, погибшего в 1944 году на корабле в Финском заливе.

## Звания
- лейтенант — 20.5.1914
- обер-лейтенант — 1923
- капитан — 01.04.1925
- майор — 01.04.1932
- подполковник — 01.06.1935
- полковник — 01.01.1938
- генерал-майор — 01.01.1942
- генерал-лейтенант — 01.10.1942
- генерал пехоты — 01.06.1943

## Награды
- Железный крест 2-го класса (29 сентября 1914) (Королевство Пруссия)
- Железный крест 1-го класса (17 сентября 1916) (Королевство Пруссия)
- Королевский ордена Дома Гогенцоллернов рыцарский крест с мечами (Королевство Пруссия)
- Орден Саксен-Эрнестинского дома рыцарский крест с мечами
- Крест «За заслуги»[нем.] 3-го класса с мечами (Княжество Вальдек-Пирмонт)
- Нагрудный знак «За ранение» (1918) в серебре
- Почётный крест Первой мировой войны 1914/1918 с мечами (1934)
- Медаль «За выслугу лет в Вермахте» с 4-го по 1-й класс
- Пряжка к Железному кресту 2-го класса (19 сентября 1939)
- Пряжка к Железному кресту 1-го класса (4 октября 1939)
- Немецкий крест в золоте (26 января 1941)
- Медаль «За зимнюю кампанию на Востоке 1941/42»
- Рыцарский крест Железного креста с дубовыми листьями
  - рыцарский крест (14 августа 1943)
  - дубовые листья (28 ноября 1944, 671-й награждённый)
- Крымский щит
- Орден Михая Храброго 3-й и 2-й степеней (Королевство Румыния)
- Упоминание в Вермахтберихт (12 августа 1943, 8 мая 1944, 30 октября 1944)